# Sokrutovka
Sokrutovka je sídlo vesnického typu (selo) v Achtubinském rajónu Astrachaňské oblasti Ruska. Je sídlem stejnojmenného vesnického okresu.
Nachází se v severovýchodní části Astrachaňské oblasti, na hranicích Volžsko-Achtubinské nivy. Je vzdáleno 44 km jihovýchodně od Achtubinska.

## Historie
Sokrutovka vznikla roku 1822 přesídlením obyvatel z Voroněžské gubernie. V seznamu osídlených míst Ruského impéria z roku 1859 byla obec zmiňovaná jako chutor (malá osada) Sukrutov Černojarského ujezdu. Chutor se nacházel 37 verst od města Čjornyj Jar.